# Saint-Pancrace (Savoie)
Saint-Pancrace ist eine Gemeinde in den Savoyen in Frankreich. Sie gehört zur Region Auvergne-Rhône-Alpes, zum Département Savoie, zum Arrondissement Saint-Jean-de-Maurienne und zum Kanton Saint-Jean-de-Maurienne. Sie grenzt im Norden an Jarrier, im Osten an Saint-Jean-de-Maurienne, im Süden an Fontcouverte-la-Toussuire und im Westen an Saint-Colomban-des-Villards.

## Bevölkerungsentwicklung
| Jahr                       | 1962 | 1968 | 1975 | 1982 | 1990 | 1999 | 2008 | 2015 | 2021 |
| -------------------------- | ---- | ---- | ---- | ---- | ---- | ---- | ---- | ---- | ---- |
| Einwohner                  | 112  | 76   | 88   | 104  | 153  | 214  | 291  | 295  | 304  |
| Quellen: Cassini und INSEE |      |      |      |      |      |      |      |      |      |